# Crise du Nicaragua de 1894-1895
La crise du Nicaragua de 1894-1895 a été déclenchée par l'annexion nicaraguayenne de la Côte des Mosquitos, conduisant à l'occupation britannique temporaire de Corinto.

## Traité de Managua
Le 28 janvier 1860, la Grande-Bretagne et le Nicaragua ont conclu le traité de Managua, qui a transféré au Nicaragua la suzeraineté sur toute la côte Caraïbe de Cabo Gracias a Dios à Greytown, mais a accordé l'autonomie au Miskito dans la Côte des Mosquitos plus limitée (la zone décrite ci-dessus). Le roi George Frédéric Augustus II accepta ce changement à la condition qu'il conserve son autorité locale et reçoive une subvention annuelle de 1 000 £ jusqu'en 1870. À sa mort en 1865, le Nicaragua a refusé de reconnaître son successeur, Guillaume Ier.
La réserve continue néanmoins d'être gouvernée par un chef élu, assisté d'un conseil administratif, qui se réunit à Bluefields ; et les Miskito ont nié que la suzeraineté du Nicaragua n'entraîne aucun droit d'ingérence dans leurs affaires intérieures. La question fut renvoyée pour arbitrage à l'empereur des Habsbourg François-Joseph Ier, dont la sentence, publiée en 1880, confirma la thèse des Indiens et affirma que la suzeraineté du Nicaragua était limitée par le droit des Miskitos à l'autonomie gouvernementale.

## Annexion de la Côte des Mosquitos
Au début de 1894, le Nicaragua envahit la Côte des Mosquitos, occupant Bluefields et déposant le prince Robert Henry Clarence, son chef héréditaire, le 12 février 1894, pour en être chassé en juillet par l'intervention britannique et américaine. Lorsque les forces étrangères se sont retirées un mois plus tard, le Nicaragua a lancé une deuxième invasion, expulsant de force tous les résidents américains et britanniques à Managua.[réf. nécessaire]
Après avoir joui d'une autonomie presque complète pendant quatorze ans, le 20 novembre 1894, la Côte des Mosquitos fut officiellement incorporée à la république du Nicaragua par le président nicaraguayen José Santos Zelaya. L'ancienne Côte des Mosquitos est devenue le département nicaraguayen de Zelaya.

## Occupation britannique de Corinto
Lorsque le Nicaragua a refusé de payer à la Grande-Bretagne une indemnité pour l'annexion de la Côte des Mosquitos, les Britanniques ont répondu en occupant le port nicaraguayen de Corinto le 27 avril 1895. Finalement, les Britanniques sont partis après avoir reçu des indemnités du gouvernement nicaraguayen,.